# Evoluce ptáků

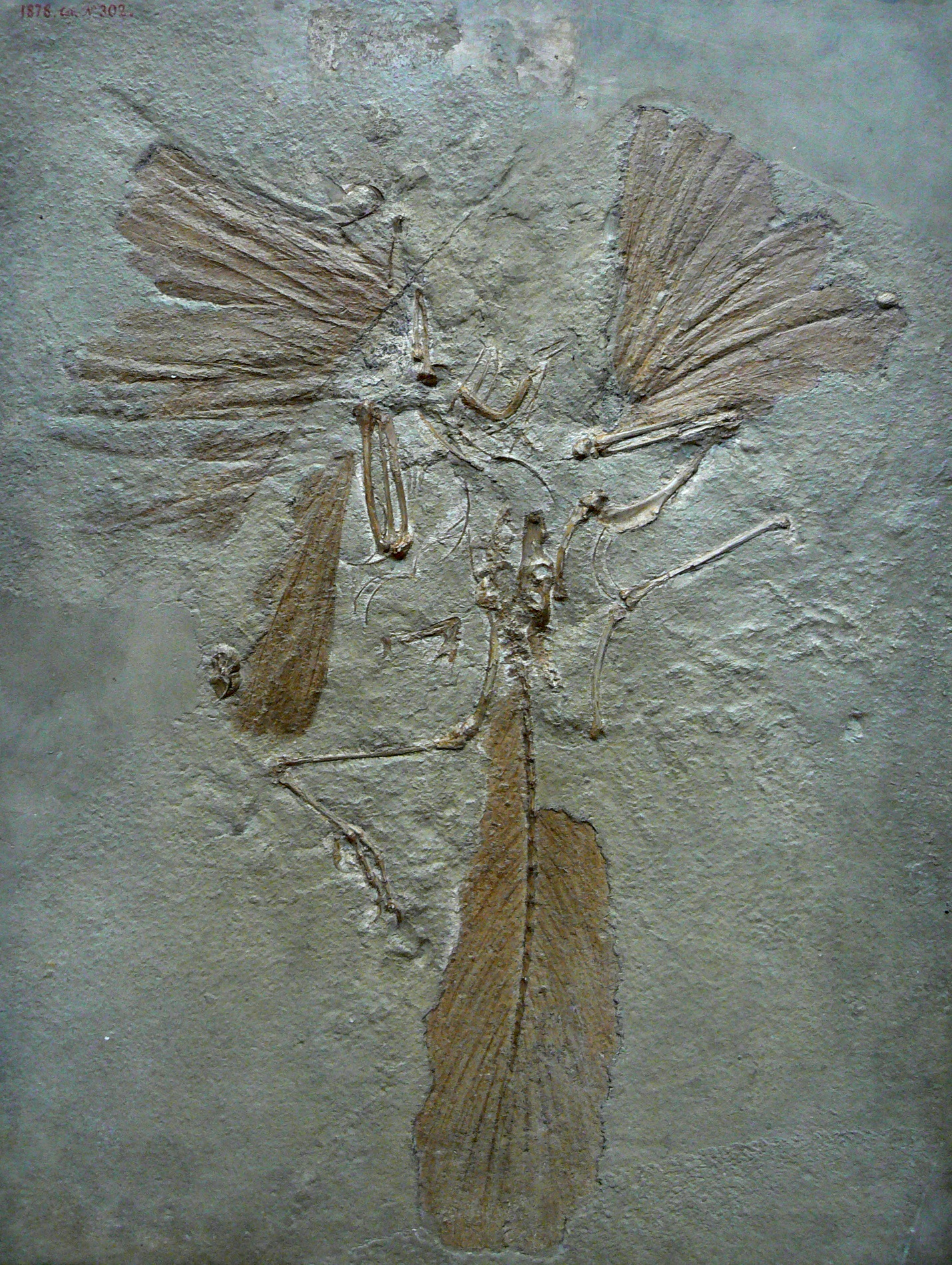
Archaeopteryx je od svého objevu dodnes klíčovým fosilním dokladem nejstarších ptáků

Evoluce ptáků se začala odvíjet pravděpodobně v období střední jury vyvinutím prvních prapředků ptáků z kladu teropoidních dinosaurů Paraves (resp. Maniraptora). Ptáci jsou tedy specializovanou vývojovou skupinou teropodních dinosaurů.

## Historie zkoumání
Ptáci pokládáni za potomky drobných teropodních dinosaurů, konkrétně maniraptorů (klad Pennaraptora a Avialae), z nichž se vyvinuli v období střední až svrchní jury, před více než 160 miliony let. Dinosaury jako předky ptáků označil již německý anatom Carl Gegenbaur v roce 1863 a jedná se tedy o nejstarší přesně zformulovanou hypotézu o původu ptáků. O několik let později postuloval anatomickou podobnost teropodních dinosaurů a ptáků také britský přírodovědec Thomas Henry Huxley. V posledních čtyřiceti letech je díky výzkumům Johna Ostroma respektována naprostou většinou paleontologů a mnoha ornitology. Vývojoví předchůdci ptáků byli malí opeření teropodi, kteří již byli teplokrevní a měli vysoký stupeň aktivity metabolismu. Výzkum založený na rozboru biomarkerů oxidačního stresu ve stehenních kostech dinosaurů a dalších obratlovců totiž ukázal, že teplokrevní (endotermní) byli patrně všichni plazopánví dinosauři (včetně všech teropodů), zatímco mezi ptakopánvými nalezneme převážně potenciálně "studenokrevné" druhy nebo zástupce s jinými fyziologickými adaptacemi.
Významnou úlohu pro pochopení evolučních vazeb ptáků a jejich příbuznost s teropodními dinosaury sehrály zejména objevy kosterních exemplářů rodu Archaeopteryx, pozdně jurského maniraptorního teropoda, obývajícího území současného Bavorska v době před asi 151 až 148 miliony let.

## Evoluční původ ptáků
Evoluce ptáků prošla patrně třemi výraznými diverzifikačními skoky, jak ukazují biomolekulární rozbory. První se přitom odehrál asi před 170 až 160 miliony let (na přelomu střední a pozdní jury), druhý před 65 až 55 miliony let (po vyhynutí neptačích dinosaurů na přelomu křídy a paleocénu) a poslední v období eocénu, asi před 45 až 40 miliony let.
První „praví“ ptáci se nepochybně objevili již v období druhohor, pravděpodobně pak v období střední až pozdní jury. Určení nejstaršího známého ptáka závisí na definici jména Aves, která je sporná. Klad žijících ptáků, který za Aves označuje Jacques Gauthier a většina neontologů, zřejmě pochází ze spodní křídy. Fosilní záznam z této doby je sporný, podle molekulárně biologické evidence však na konci křídy už existovalo 37 skupin žijících ptáků. Většina paleontologů ale upřednostňuje zahrnout do skupiny Aves i taxony stojící mimo skupinu tvořenou všemi žijícími druhy a definovat jej jako Archaeopteryx, žijící ptáci, jejich poslední společný předek a všichni jeho potomci“.
Pak se nejstarším ptákem stává sám pozdně jurský Archaeopteryx, žijící asi před 150 miliony let. Příbuznosti mezi ptáky a dinosaury nasvědčuje mnoho společných znaků, významným potvrzením této vývojové vazby byl především objev opeřených dinosaurů v Číně od roku 1996 (dnes je známo již 30 rodů opeřených dinosaurů). Od nástupu fylogenetické systematiky na začátku sedmdesátých let jsou ptáci považování nejen za potomky dinosaurů, ale přímo za jejich podskupinu. Vědecká studie z roku 2018 dokazuje, že tělesné opeření a metabolismus se u ptačích předků zřejmě do značné míry vyvíjely společně. Maniraptorní dinosauři a primitivní jurští a křídoví ptáci (enantiornité) však měli zřejmě nižší bazální teplotu než současní ptáci. Ptáci prošli vývojovou ztrátou zubů (edentulismem) již v době před asi 90 miliony let, jak ukazují biomolekulární výzkumy.
Podle některých teorií se ptačí let vyvinul ze schopnosti plachtění na membranózních křídlech u nedinosauřích diapsidních plazů. Ptačí let vznikal postupnými kroky, pravděpodobně přes stadium tzv. křídly asistovaného běhu po nakloněné rovině (WAIR). Vývoj ptáků nicméně významně ovlivňovaly změny atmosférických podmínek a klimatu v průběhu druhohorní éry. V současnosti již o přímé vývojové vazbě ptáků a dinosaurů pochybuje jen málokdo.

## Vznik moderních ptáků v období křídy
Jak ukázal například objev malého praptáka druhu Asteriornis maastrichtensis z nejpozdnější křídy Belgie (stáří 66,7 m. l.), „moderní“ ptáci se začali vyvíjet nejpozději koncem křídy, ještě v době nadvlády dinosaurů nad pevninami naší planety. Někteří z nich již měli vyvinuté relativně pokročilé adaptace, například výrazně tvarované zobáky (tato schopnost se přitom dosud předpokládala pouze u moderních Neornithes). Takovým příkladem je madagaskarský taxon Falcatakely forsterae, formálně popsaný v listopadu roku 2020.
Rozsáhlý srovnávací výzkum doložil, že relativní velikost mozku ptáků se začala výrazně zvyšovat u některých kladů (vývojových skupin) krátce po vymírání na konci křídy. Až do doby před 66 miliony let byla relativní velikost mozkovny praptáků a příbuzných neptačích dinosaurů podobná. Nejvyšší relativní objem mozkovny dnes nalezneme u papoušků a zejména krkavcovitých ptáků. Jak také ukázal výzkum, morfologická evoluce ptačích lebek se po vyhynutí dinosaurů v době před 66 miliony let dramaticky zpomalila. Celkově ale po katastrofě na konci křídy dochází k explozivní adaptivní radiaci a diverzifikaci přeživších forem ptáků.
Vznik ptáků je velmi dobře zdokumentován díky fosilnímu záznamu, ve kterém je patrný vývoj peří a změny kostry nutné pro přechod od pasivního k aktivnímu letu. Tento pohled má původ v popisu kostry menšího teropodního dinosaura z čeledi Dromaeosauridae jménem Deinonychus antirrhopus, který byl publikován roku 1969 americkým paleontologem Johnem Ostromem. Určení sesterské skupiny ptáků opět závisí na definici jména Aves: v Gauthierově definici založené na žijících druzích to jsou Ichthyornis nebo Iaceornis (velmi podobní žijícím ptákům a s jediným nápadným primitivním znakem, který představují zuby v čelistech), v Chiappeho definici zase nejčastěji dinosauři ze skupiny Scansoriopterygidae nebo Deinonychosauria, která zahrnuje klady Troodontidae a Dromaeosauridae. (Do druhé z nich spadá i známý Microraptor, popsaný v roce 2000, Velociraptor a další.) Peří ale měli již méně odvození (ne však nutně starší) dinosauři, jako Sinosauropteryx nebo Dilong (vzdálený příbuzný legendárního druhu Tyrannosaurus rex). Zatímco znaky, jako dýchání usnadňované vzdušnými vaky, duté obratle, endotermie nebo dokonce jednoduché vláknité peří byly přítomny u většiny dinosaurů a někdy dokonce i u jiných skupin (pterosauři), další rysy, jako revertovaný palec na noze, alula, aktivní let nebo karpometakarpus se nevyskytují ani u všech taxonů historicky pokládaných za ptáky. V takovéto situaci, kdy typické ptačí znaky přibývají postupně na velké časové škále, je těžké rozhodnout, co již může být považováno za ptáka a co ještě ne. Ztráta zubů u vývojově primitivních ptáků nebyla vázána na aktivní let – ptačí tělo totiž „odlečila“ jen nepatrně.
Za prvního ptáka je především pro svůj historický význam často považován Archaeopteryx, jehož nález roku 1860 (popsán 1861) způsobil senzaci. Mezi další významné fosilní taxony patří čínský Confuciusornis, jeden z prvních ptáků se zkráceným ocasem a pygostylem, Ichthyornis, který vzdáleně připomíná rybáka se zuby, a dravý Hesperornis s nepneumatizovanými kostmi a redukcí křídel podobného dnešním potápkám. Velkým kladem, zahrnující jak mnoho fosilních druhů, tak i všechny žijící ptáky, je Ornithothoraces. U báze této skupiny se poprvé vyskytuje množství odvozených znaků, jako je křidélko (alula), karpometakarpus, tarzometatarzus, revertovaný palec, prsní kost s masivním hřebenem, do stran orientovaná jamka na lopatce pro skloubení s pažní kostí a aktivní let. Přední končetina dinosauřích předků ptáků prošla výrazným vývojem a zásadními anatomickými změnami. Ornitotoracini se dělí na tzv. protiptáky (Enantiornithes), kam patří např. Gobipteryx nebo Sinornis, a pravé ptáky (Euornithes), jejichž nejbazálnějšími zástupci je klad Hongshanornithidae a nelétavý Patagopteryx a kam patří i všichni moderní ptáci (Neornithes). Ty se u své báze rozdělují na skupiny Palaeognathae – zahrnující nelétavé běžce (kivi, emu, nandu, pštrosy, kasuáry a vyhynulé ptáky moa) a létavé tinamy – a Neognathae, zahrnující všechny ostatní ptáky. K rozdělení na paleognáty a neognáty došlo zřejmě ještě před koncem křídy. Systém neognátů je zatím značně nestálý, což je způsobeno velmi rychlou evoluční radiací. Za prokázané lze považovat další rozdělení na Galloanserae (drůbež), kam patří hrabaví a vrubozobí, a Neoaves. Vnitřní struktura Neoaves není dosud stabilní, některé studie však odhalily existenci dalších dvou obsáhlých podskupin, Metaves a Coronaves. Množství shodných znaků lze vysledovat také při ontogenetickém vývoji lebky a zadních končetin ptáků a jejich dinosauřích předchůdců.
Nejbližšími žijícími příbuznými ptáků jsou krokodýli – společně představují jediné žijící zástupce kladu Archosauria.